# Belmont (Mississipi)
Belmont és una població dels Estats Units a l'estat de Mississipi. Segons el cens del 2000 tenia 1.961 habitants.

## Demografia
Segons el cens del 2000, Belmont tenia 1.961 habitants, 799 habitatges, i 555 famílies. La densitat de població era de 160,4 habitants per km².
Dels 799 habitatges en un 34% hi vivien nens de menys de 18 anys, en un 52,3% hi vivien parelles casades, en un 12,6% dones solteres, i en un 30,5% no eren unitats familiars. En el 28,8% dels habitatges hi vivien persones soles el 14,9% de les quals corresponia a persones de 65 anys o més que vivien soles. El nombre mitjà de persones vivint en cada habitatge era de 2,45 i el nombre mitjà de persones que vivien en cada família era de 2,97.
Per edats la població es repartia de la següent manera: un 26,3% tenia menys de 18 anys, un 8,6% entre 18 i 24, un 28,6% entre 25 i 44, un 22,3% de 45 a 60 i un 14,3% 65 anys o més.
L'edat mediana era de 35 anys. Per cada 100 dones de 18 o més anys hi havia 87,1 homes.
La renda mediana per habitatge era de 29.702 $ i la renda mediana per família de 37.639 $. Els homes tenien una renda mediana de 27.404 $ mentre que les dones 20.192 $. La renda per capita de la població era de 16.122 $. Entorn del 10,9% de les famílies i el 14,7% de la població estaven per davall del llindar de pobresa.

## Poblacions més properes
El següent diagrama mostra les poblacions més properes.